# Trable s triliony
Trable s triliony (v anglickém originále The Trouble with Trillions) jsou 20. díl 9. řady (celkem 198.) amerického animovaného seriálu Simpsonovi. Scénář napsal Ian Maxtone-Graham a díl režíroval Swinton O. Scott III. V USA měl premiéru dne 5. dubna 1998 na stanici Fox Broadcasting Company a v Česku byl poprvé vysílán 28. prosince 1999 na stanici ČT1.

## Děj
Celý Springfield slaví příchod nového roku, kromě Neda Flanderse, který se soustředí na placení daní. O několik měsíců později, když celý Springfield spěchá s odesláním daňových přiznání těsně před půlnocí 15. dubna, si Homer uvědomí, že svá daňová přiznání nepodal. Spěchá a uvede do nich nepravdivé údaje. Na finančním úřadě se však poněkud kulatý balíček s Homerovým daňovým přiznáním odrazí do koše s označením „závažná kontrola“ a vláda ho zatkne za daňový podvod. Aby se vyhnul vězení, souhlasí Homer s pomocí agentu Johnsonovi z FBI. Díky skrytému mikrofonu pod oblečením Homer odhalí, že jeho spolupracovník Charlie vede domobranu, která plánuje napadnout všechny vládní úředníky, a nechá ho zatknout FBI za spiknutí. 
Pod dojmem toho Johnson Homerovi prozradí, že v roce 1945 vytiskl prezident Harry S. Truman bankovku v hodnotě jednoho bilionu dolarů na pomoc při poválečné obnově západní Evropy a pro její převoz si najal Montgomeryho Burnse. Ta však nikdy nedorazila a FBI má podezření, že ji má Burns stále u sebe. Homer je vyslán, aby to vyšetřil. V Burnsově sídle Homer bankovku hledá, než mu Burns, který se domnívá, že Homer je reportér z časopisu Collier's, prozradí, že ji má v peněžence. Johnson a agent Miller vtrhnou dovnitř a zatknou Burnse, který trvá na své nevině a protestuje, že vláda utlačuje průměrného Američana. Homer, dojatý Burnsovým projevem, agenty FBI omráčí a Burnse osvobodí. 
Oba muži jdou za Smithersem, který jim navrhne, aby opustili zemi. Burns vezme Smitherse a Homera do svého starého letadla a vydá se najít ostrov a založit novou zemi. Všichni tři přistanou na Kubě a předstoupí před Fidela Castra. Burns se pokusí ostrov koupit, ale Castro mu jeho plán překazí, když ho požádá o ukázku bilionové bankovky a pak mu ji odmítne vrátit. Později se Burns, Smithers a Homer ocitnou na provizorním voru. Smithers se ptá, zda Burnse čeká vězení; Burns odpovídá, že pokud je zločinem milovat svou zemi, ukrást bilion dolarů nebo podplatit porotu, je vinen.

## Produkce
Epizodu napsal Ian Maxtone-Graham, ačkoli původní návrh zápletky se značně lišil. Původně se měl Homer dozvědět, že je indián, a pokusit se toho využít, aby nemusel platit daně. Nápad se několik dní dařil, ale štáb ve skutečnosti nevěděl, zdali indiáni musí platit daně. Když scenáristé zjistili, že ano, museli celou zápletku zrušit. Bratr výkonného producenta Mikea Scullyho Brian předložil nápad s bilionovou bankovkou, který přijali, protože jim došly nápady.

## Kulturní odkazy
Název epizody je odkazem na epizodu Star Treku Trable s tribbly. Scéna, ve které agent FBI sedí poblíž Homera, je odkazem na film JFK. Když jsou Homer, pan Burns a Smithers na Kubě, je vidět billboard s obrázkem marxistického revolucionáře Che Guevary, který se vyskytuje v reklamě na pivo Duff.

## Přijetí
V původním vysílání se díl umístil na 51. místě ve sledovanosti v týdnu od 30. března do 5. dubna 1998 s ratingem 7,5, což odpovídá přibližně 7,4 milionu domácností. Byl to třetí nejlépe hodnocený pořad na stanici Fox v tomto týdnu, hned po pořadech Nejdivočejší policejní videa světa a Melrose Place.
Po odvysílání epizoda získala od televizních kritiků smíšené hodnocení. Autorům knihy I Can't Believe It's a Bigger and Better Updated Unofficial Simpsons Guide, Warrenu Martynovi a Adrianu Woodovi, se epizoda nelíbila, označili ji jako „spíše nudnou a nevtipnou“ a dodali: „V nejlepším případě průměrná epizoda, která z Burnse dělá altruistu (což není) a velmi hloupého člověka, když Castrovi nechá peníze (což by jen tak neudělal).“ Deník The Daily Telegraph charakterizoval epizodu jako jednu z „10 nejlepších televizních epizod Simpsonových“. Článek poznamenal, že epizoda obsahuje „jeden z mála gagů v historii o přílišném spoléhání se na sledování při špionáži“.
Ian Jones a Steve Williams pro Off the Telly kritizovali celou 9. sérii za to, že v ní chyběla epizoda, která by se soustředila na Burnse, protože Burns je podle nich jádrem mnoha dobrých epizod, i když poznamenali, že nejblíže k tomu měla epizoda Trable s triliony, kde měl Burns vedlejší roli. V recenzi 9. série Simpsonových Isaac Mitchell-Frey z Herald Sun označil epizodu za „brilantní“ a vyzdvihl ji spolu s epizodami Bart Světský a Radost ze sekty.
Ve Spojeném království byla epizoda odvysílána na BBC Two v lednu 1999, tedy dříve než diváci tohoto kanálu viděli jakoukoli jinou epizodu z 6. sezóny nebo pozdější, a to v rámci nočního programu s kubánskou tematikou.